# Getingarna Speedway
Getingarna Sztokholm, właśc. Motorsällskapet Getingarna Speedway – nieistniejący szwedzki klub żużlowy z siedzibą w Sztokholmie, w dzielnicy Johanneshov. 16-krotny mistrz Szwecji (1952, 1963, 1964, 1965, 1966, 1967, 1969, 1974, 1978, 1979, 1980, 1981, 1982, 1983, 1985 i 1989). Klub w sezonach 1988–1990 startował pod nazwą Sztokholm United.
Działacze drużyny ze stolicy Szwecji wycofali klub z rozgrywek Allsvenskan League przed sezonem 2010.

## Znani i wyróżniający się żużlowcy
- Tony Rickardsson
- Per Jonsson
- Tommy Nilsson
- Anders Michanek
- Jimmy Nilsen
- Göte Nordin
- Leif Enecrona
- Bengt Jansson
- Bo Arrhén
- Jason Crump
- Freddie Eriksson
- Ilkka Happonen
- Leif Larsson
- Bert Lindarw
- Per Olof Söderman
- Jan Stæchmann
- Erik Stenlund
- Juha Moksunen
- Ake Lindqvist
- Peter Nahlin
- Tomi Reima
- Joe Screen
- Greg Hancock
- John Cook